# سيوداد بوليفار
سيوداد بوليفار (بالإسبانية: Ciudad Bolívar)‏ هي مدينة، في فنزويلا، تقع في في بلدية هيريس، هي عاصمة ولاية بوليفار، وفي بلدية هيريس،  بلغ عدد سكانها 567,953 نسمة وذلك حسب إحصائيات سنة 2018، تبلغ مساحتها 20,952 كيلومتر مربع، رمزها البريدي هو 8001.

## المناخ
يظهر الجدول التالي التغييرات المناخية على مدار السنة لسيوداد بوليفار:
| الشهر | يناير       | فبراير       | مارس         | أبريل        | مايو         | يونيو        | يوليو        | أغسطس        | سبتمبر       | أكتوبر       | نوفمبر       | ديسمبر      | المعدل السنوي |
| --- | ----------- | ------------ | ------------ | ------------ | ------------ | ------------ | ------------ | ------------ | ------------ | ------------ | ------------ | ----------- | ------------- |
| الدرجة القصوى °م (°ف) | 37.1 (98.8) | 39.8 (103.6) | 39.2 (102.6) | 39.7 (103.5) | 40.4 (104.7) | 37.4 (99.3)  | 37.3 (99.1)  | 37.6 (99.7)  | 38.0 (100.4) | 37.9 (100.2) | 38.2 (100.8) | 37.6 (99.7) | 40.4 (104.7)  |
| متوسط درجة الحرارة الكبرى °م (°ف)                                                                                           | 32.3 (90.1) | 33.2 (91.8)  | 34.3 (93.7)  | 35.0 (95.0)  | 34.4 (93.9)  | 32.7 (90.9)  | 32.4 (90.3)  | 32.9 (91.2)  | 33.6 (92.5)  | 33.6 (92.5)  | 33.4 (92.1)  | 32.5 (90.5) | 33.4 (92.1)   |
| المتوسط اليومي °م (°ف) | 27.6 (81.7) | 28.0 (82.4)  | 28.9 (84.0)  | 29.5 (85.1)  | 29.4 (84.9)  | 28.2 (82.8)  | 27.9 (82.2)  | 28.4 (83.1)  | 28.8 (83.8)  | 28.9 (84.0)  | 28.8 (83.8)  | 28.0 (82.4) | 28.5 (83.3)   |
| متوسط درجة الحرارة الصغرى °م (°ف)                                                                                           | 22.8 (73.0) | 22.7 (72.9)  | 23.5 (74.3)  | 24.0 (75.2)  | 24.3 (75.7)  | 23.7 (74.7)  | 23.4 (74.1)  | 23.8 (74.8)  | 24.0 (75.2)  | 24.1 (75.4)  | 24.1 (75.4)  | 23.4 (74.1) | 23.7 (74.7)   |
| أدنى درجة حرارة °م (°ف) | 17.9 (64.2) | 18.1 (64.6)  | 20.0 (68.0)  | 18.6 (65.5)  | 17.7 (63.9)  | 18.2 (64.8)  | 18.2 (64.8)  | 17.8 (64.0)  | 18.0 (64.4)  | 18.5 (65.3)  | 19.2 (66.6)  | 18.0 (64.4) | 17.7 (63.9)   |
| معدل هطول الأمطار مم (إنش)                                                                                                  | 21.7 (0.85) | 13.3 (0.52)  | 8.9 (0.35)   | 26.8 (1.06)  | 102.3 (4.03) | 165.1 (6.50) | 183.2 (7.21) | 160.1 (6.30) | 95.7 (3.77)  | 97.3 (3.83)  | 61.7 (2.43)  | 40.9 (1.61) | 977.0 (38.46) |
| متوسط الأيام الممطرة (≥ 1.0 mm)                                                                                             | 3.9         | 2.3          | 1.6          | 2.4          | 9.0          | 15.3         | 14.9         | 11.8         | 8.2          | 7.4          | 6.2          | 6.3         | 89.3          |
| متوسط الرطوبة النسبية (%)                                                                                                   | 69.5        | 67.5         | 66.0         | 66.5         | 69.5         | 73.5         | 73.5         | 72.5         | 70.5         | 71.0         | 71.5         | 72.0        | 70.2          |
| ساعات سطوع الشمس الشهرية | 248.0       | 235.2        | 263.5        | 234.0        | 226.3        | 201.0        | 232.5        | 248.0        | 252.0        | 260.4        | 249.0        | 244.9       | 2٬894٫8       |
| المصدر #1: Instituto Nacional de Meteorología e Hidrología (INAMEH)                                                         |             |              |              |              |              |              |              |              |              |              |              |             |               |
| المصدر #2: NOAA (extremes, sun, precipitation days 1961–1990), World Meteorological Organization (precipitation, 1961–1990) |             |              |              |              |              |              |              |              |              |              |              |             |               |

## معرض صور

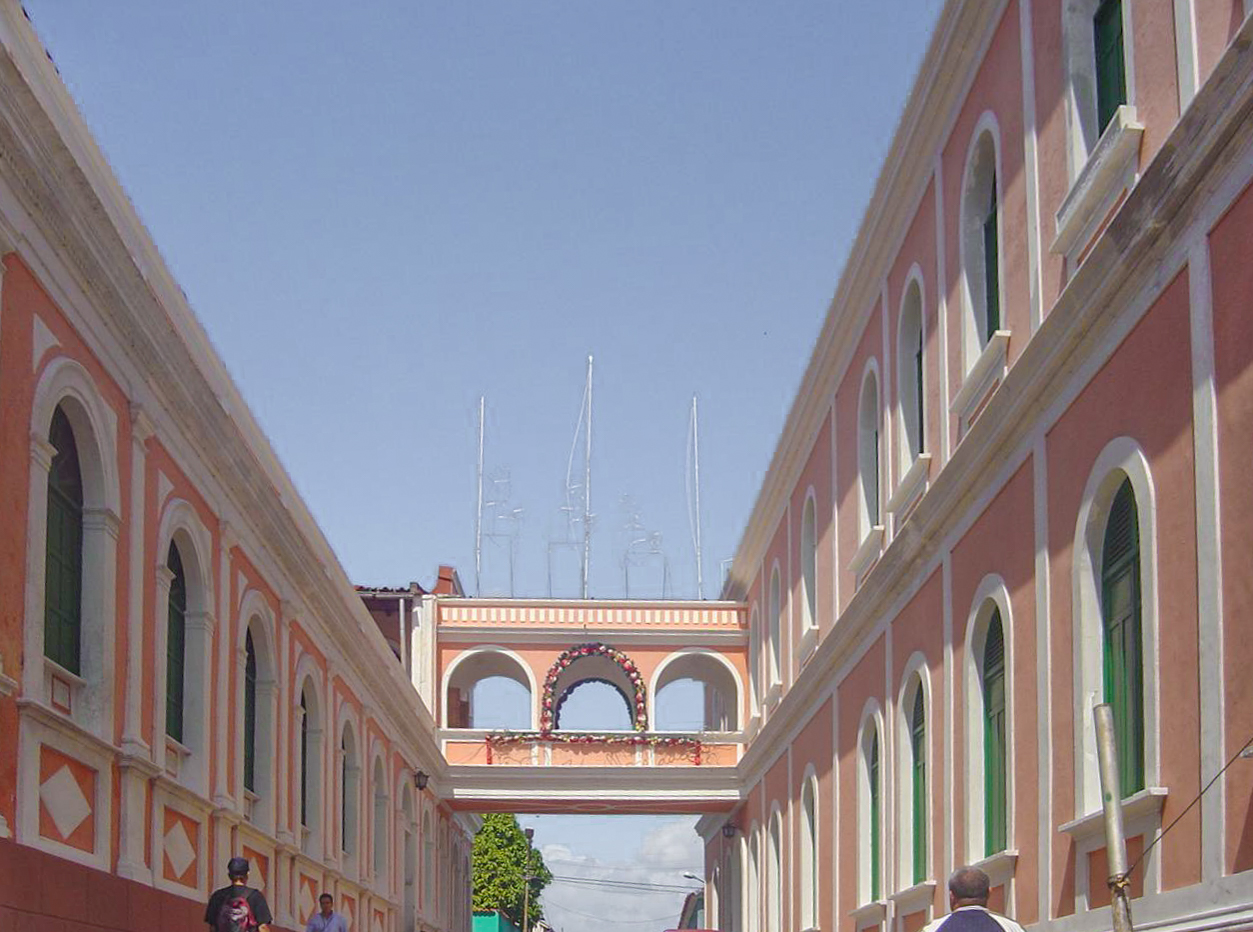
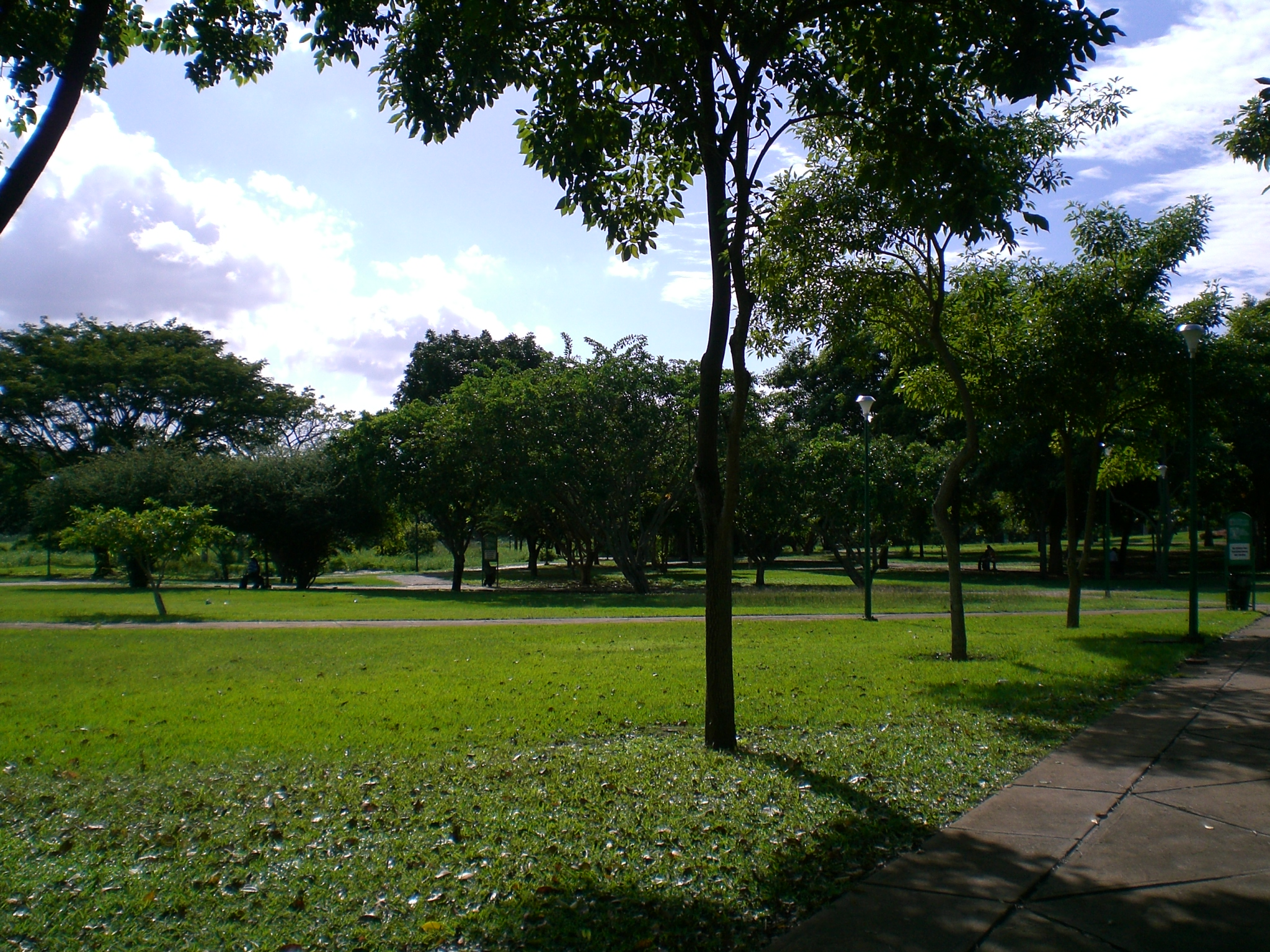
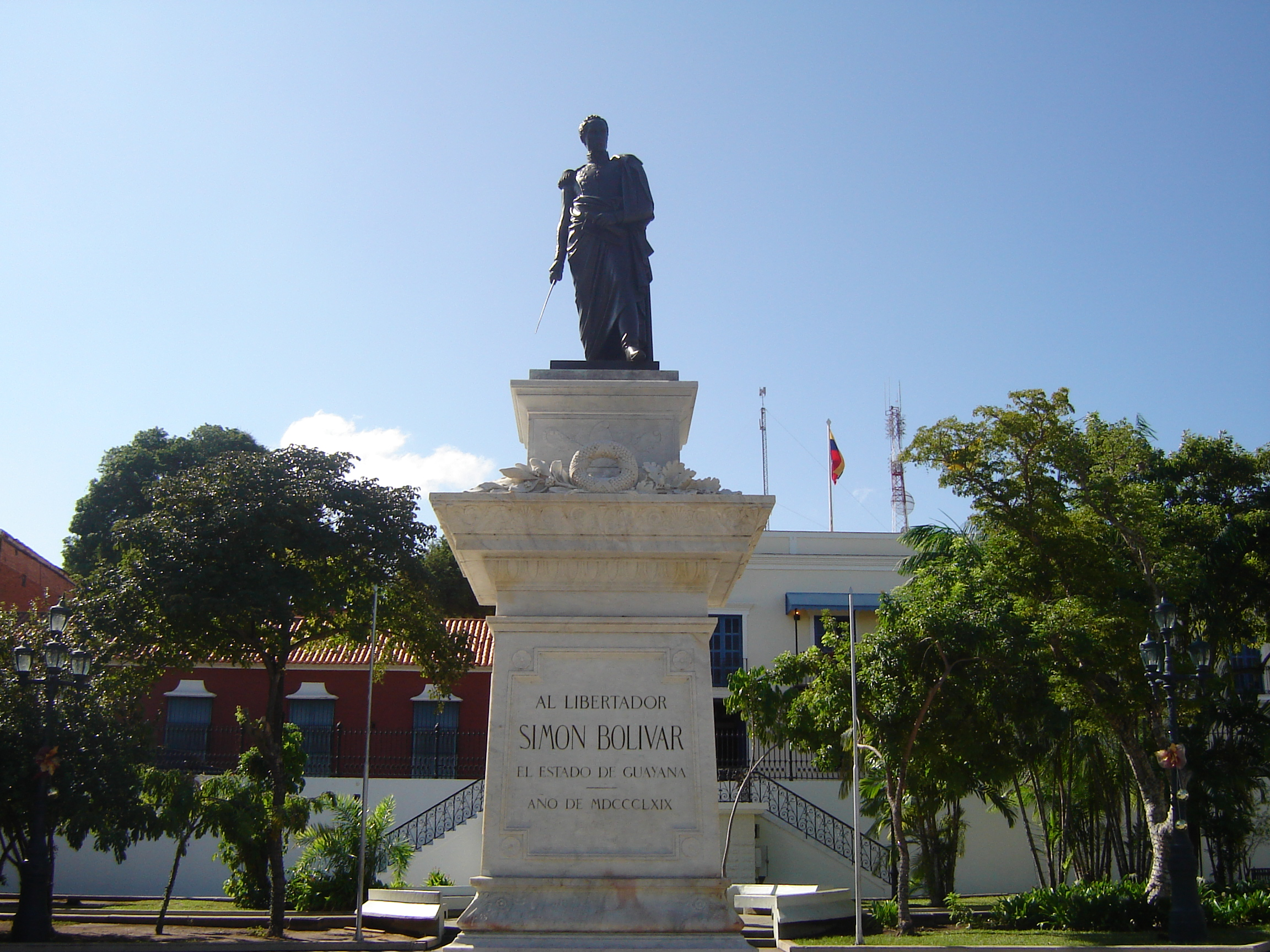
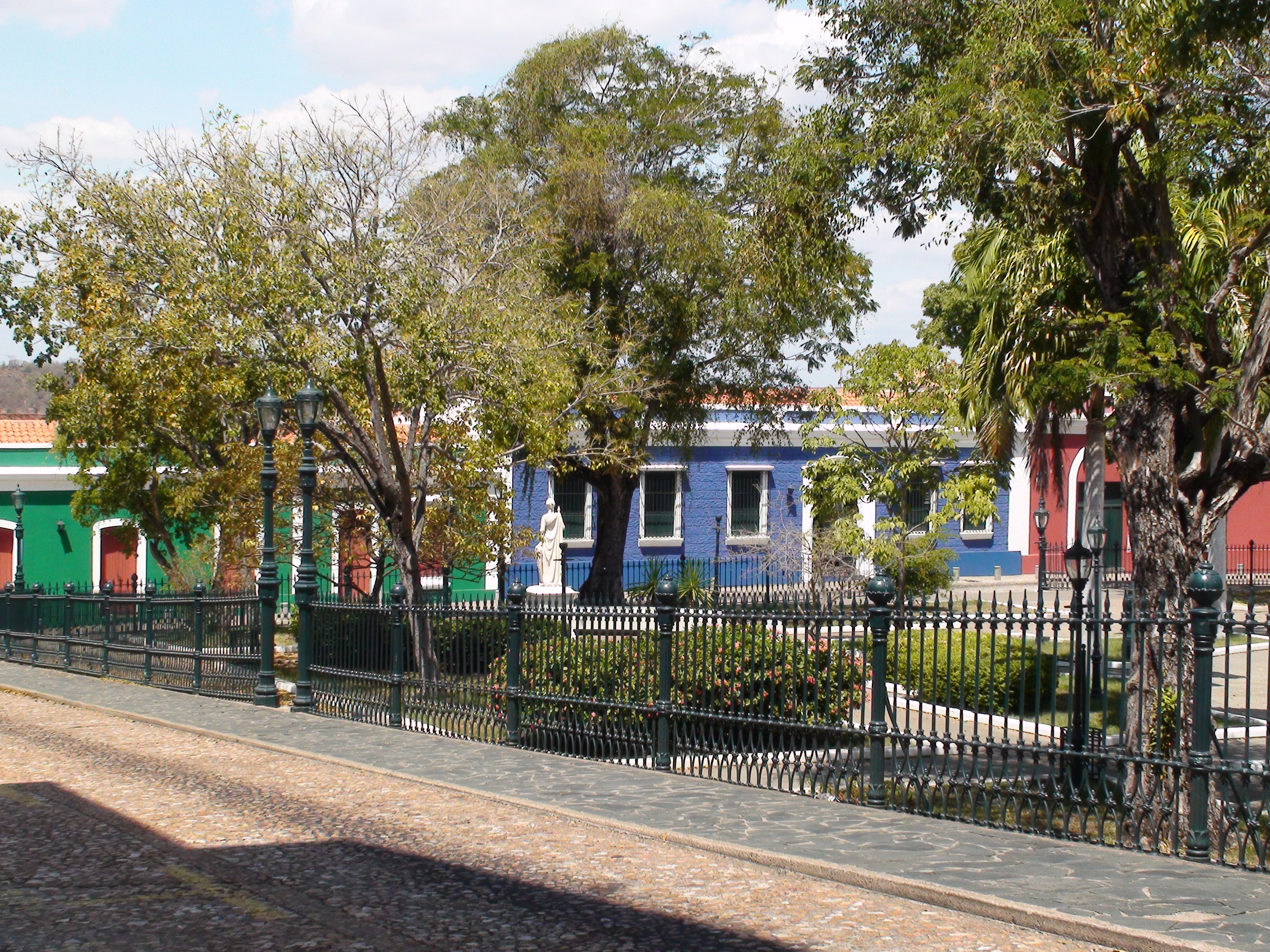

## أعلام
- جيفرين سواريز
- يوهان غوتليب بنجامين سيجرت
- خيسوس رافاييل سوتو
- فيكتور مارتينيز
- خوسيه مانويل فيلازكيز
- مارسيلينو بوليفار